# 카트린 계획
카트린 계획 또는 카트린 작전(영어: Operation Catherine)은 1940년 영국 해군이 발트해를 장악한다는 제안된 작전 이름이다. 이와 함께 독일과 소련, 스웨덴, 핀란드, 에스토니아, 라트비아와의 상거래를 제한한다는 작전이었다. 특히, 이 계획의 목적은 스웨덴산 철광석의 공급을 중지하는 것이었다.
이 계획의 원동력은 새로 부임한 영국 해군장관 윈스턴 처칠과 작전 주도자인 윌리엄 보일이었다. 이 작전은 수행되지 않았다.

## 계획
처칠은 3척의 리벤지급 전함, 1척의 항공모함, 5척의 순양함, 2척의 구축함 소함대, 잠수함과 지원함대 등 거대한 해군 함대를 제안했다. 전함들은 잠수함과 항공 공격에 버티고 얕은 내해를 통과하도록 개조되었다.
HMS 로얄 서버리젠은 선체에 부력을 증가하도록(너비가 140피트) 툭 튀어나온 9 ft (2.7 m)의 구조물과, 갑판 무장을 4-5피트(100 to 130 mm)등을 추가했다. 함선의 두 포탑이 유지되는 동안, 이 포는 약 30도를 유지했다. 이 새로운 개조 함선의 최고 속도는 13-14노트였다.
뿐만 아니라, 스웨덴산 철광석 공급을 막고 처칠은 독일과 스칸디나비아 간의 전쟁에 영국이 참여하는 것이 좋다고 주장했다.

## 반대
영국 제1군사 위원인 제독 더들리 파운드는 이 계획을 반대했다. 이 논쟁은 어려웠다. 이는 3척의 전함에 대한 무장이 부족했고, 이탈리아와 일본의 전쟁 선언과 항공기의 영향은 과소평가되었으며 이 함대의 손실은 이탈리아와 일본이 전쟁을 선포할 수 있었기 때문이다.

## 결정
이들을 납득시키지 못했고 많은 반대에도 불구하고, 처칠은 카트린 계획을 밀어붙었다. 파운드는 정면의 "머리"를 협력으로 피할 수 있다고 주장했으나, 그는 여전히 그 문제들을 지적했다. 결국, 6개월 후인 1940년 1월 20일 처칠은 이 작전을 보류했다.

## 같이 보기
- R 4 계획
- 파이크 작전
- 겨울 전쟁 당시 프랑스-영국의 침공 계획
- 1935년 영국-독일 해군 협정
- 영국의 발트 잠수함대
- 발트 계획